# Athlétic Club cambrésien
Maillots
L'Athlétic Club cambrésien, abrégé en AC cambrésien ou AC Cambrai, est un club français de football fondé en 1919 et basé à Cambrai.
Le club a évolué en Division 2 entre 1970 et 1975.

## Histoire
Le club évolue durant cinq saisons consécutives dans le championnat de France de Division 2 entre 1970 et 1975.
Lors de la saison 2006-2007, l'AC Cambrai est engagé dans le championnat de CFA2 (5e division) et dispute un 32e de finale de Coupe de France face à l'Olympique de Marseille au Stadium Nord Lille Métropole, où ils s'inclinent sur le score de 4-1 (après prolongation).
Le club descend en Régional 2 lors de la saison 2017-2018.

## Identité

### Logos

Ancien logo.
Logo actuel.

## Palmarès
- Championnat de France amateurs : finaliste en 1966
- Champion de Division d'Honneur Nord : 1964, 1984

## Entraîneurs
- 1948-1955 :  Stanislas Laczny (entraîneur-joueur)
- 1960-1964 :   Jean Lechantre
- 1962-1966 :  Joseph Cauwelier
- 1968-1971 :  Albert Dubreucq
- 1971-1974 :  Jules Miramond
- 1974-1976 :  Pierre Phelipon
- 1985-1991 :  Léon Desmenez

## Joueurs
- Ernst Atis-Clotaire (1999-2000)
- Georges Grabowski (1974-1976)
- Harald Klose (1973-1975)
- Jean Lechantre (1955-1958)